# RCM
RCM, Reliability Centered Maintenance, på svenska "Funktionssäkerhetsinriktat Underhåll" används bland annat inom flygindustrin, järnvägsindustrin och offshore  för att förbättra drift och underhåll.

## Introduktion till RCM
RCM är en kvalitativ riskbaserad metod som syftar till att minska den totala underhållskostnaden genom att förbättra och optimera underhållsåtgärderna i tekniska system, se underhållsteknik.  Avsikten är att få en kostnadseffektiv drift med hänsyn till de för projektet prioriterade riskerna. 
Resultatet från en RCM-analys är förslag på åtgärder för att uppnå en kostnadseffektiv underhållsplan med en god balans mellan förebyggande och avhjälpande underhåll. RCM är en metod för regelbunden genomgång av erfarenheter från drift och underhåll i avsikt att identifiera uppkomna problem och återställa systemet till önskade prestanda.

## Genomförande av RCM-analys

### Förberedande arbeten
En RCM-analys genomförs i en grupp av deltagare från olika områden, till exempel: drift, underhåll, konstruktion, inköp, leverantör, underleverantör eller kund. Deltagandet bestäms av det aktuella systemets kriticitet med avseende på de för RCM-analysen identifierade viktiga riskområdena. Arbetet förbereds genom att ta fram relevant information, till exempel ritningar, nedbrytning i system, systembeskrivningar, funktionsanalyser och drifterfarenheter (inträffade fel). Systemnivån rekommenderas som lämplig nedbrytning. 
Omfattningen av studien ska bestämmas. Man kan i princip analysera alla system i en anläggning, men för att begränsa analyskostnaden väljer man med hänsyn till förekommande fel och deras kriticitet för anläggningens funktion. Detta betyder att till exempel för en olja/gasplattform rekommenderas analysen avse gaskompressionssystemet och inte hela plattformen.

### Funktioner
Ett system, till exempel gaskompressionssystemet i en olja/gasplattform har vanligen många olika funktioner. Det är viktigt för RCM-analysen att identifiera de viktiga funktionerna. Dessa kan åskådliggöras med funktionsblockdiagram som visar vad som behövs för att få en önskad funktion. Man kan utvidga detta med både funktionssäkerhetsblockdiagram (reliability block diagram) och felträdsanalys.
Analysen sätter fokus på systemets funktioner. Deltagarna i analysgruppen får därigenom en gemensam plattform för fortsatta analyser. Möjliga fel identifieras, orsaken till feluppkomsten utreds och felens konsekvens noteras. 
Slutligen ska man i analysen komma fram till lämpliga åtgärder (till exempel förebyggande underhåll) för att eliminera feluppkomsten, minska sannolikheten eller konsekvensen av felet. Om konsekvensen av felet är ringa jämfört med kostnaden för att eliminera felet kan man välja att inte förbättra systemet och har därmed valt avhjälpande underhåll.

### De sju frågorna
RCM-analysen kan till exempel genomföras i enlighet med de sju grundläggande frågorna som identifieras i standarden SAE JA1011:
1 Vad skall komponenten / systemet kunna göra (vilka funktioner), och vilka prestanda ska det leverera?
2 På vilka sätt kan dessa funktioner upphöra?
3 Vad är orsaken till felens uppkomst?
4 Vad händer när felet uppstår?
5 Vilka konsekvenser får felet?
6 Vilka åtgärder planerar man att göra för att förhindra felets uppkomst, minska sannolikheten för felet eller minska konsekvenserna av felet?
7 Vad måste göras om man inte kan identifiera förebyggande åtgärder?

### Beslutsträdet
Processen att komma fram till lämplig åtgärd underlättas om man har ett beslutsträd . Det finns många sådana. Varje analysprojekt bör överväga att ta fram sitt eget beslutsträd. Starten i ett beslutsträd är ett fel enligt ovan fråga 2. Det felets konsekvens kategoriseras med avseende på kriticitet. Okritiska fel kan lämnas utan åtgärd, dvs. man väljer avhjälpande underhåll, se Underhållsteknik. 

### Åtgärder
Kritiska fel är oacceptabla och behöver åtgärdas, till exempel att undvika dem genom förebyggande underhåll. Förebyggande underhåll görs för att undvika fel, och det kan vara schemalagt (till exempel drifttid, kalendertid, körsträcka).  Exempel på förebyggande underhåll är byte av tändstift i motorn till en bil med ett intervall som kan vara en körsträcka på 6000 mil.
Kritiska fel kan även undvikas genom att tillämpa tillståndsbaserat underhåll. Det betyder att man mäter något som indikerar tillståndet (konditionen) och genomför en aktivitet för att undvika fel innan det inträffar. Exempel på tillståndsbaserat underhåll är att man mäter mönsterdjupet på bildäck och byter till nya däck när djupet är mindre än 4 mm. Minsta mönsterdjup för byte av däck väljs till exempel med hänsyn till risken för vattenplaning (som är ett kritiskt fel). Tillståndsbaserat underhåll kan bara genomföras om tiden mellan felupptäckt och fel är stor nog för att man ska hinna göra underhållet. I fallet med mönsterdjupet är det en gradvis minskning och 4 mm borde vara tillräckligt för att undvika vattenplaning om man håller hastighetsgränsen.
Om det är ekonomiskt möjligt (till exempel vid konstruktionsstadiet), kan omkonstruktion tillämpas. Här kan man tänka sig att byta till en mera tillförlitlig komponent eller införa redundans.

### Uppföljning
För att bibehålla en tillförlitlig och ekonomisk drift bör man samla data på inträffade fel och analysera dessa. Den processen kallas FRACAS. Data som insamlas med FRACAS-metoden behövs för en eventuell förnyad RCM-analys.